# Hilisangawola
Hilisangawola is een bestuurslaag in het regentschap Nias Barat van de provincie Noord-Sumatra, Indonesië. Hilisangawola telt 1268 inwoners (volkstelling 2010).